# Дитяча порнографія

Законодавства світу щодо дитячої порнографії
Зберігання будь-якого виду порнографії (у тому числі дитячої) є законним.
Зберігання дитячої порнографії не є законним.
Зберігання будь-якого виду порнографії не є законним.
Немає даних.

Дитяча порнографія — порнографічні матеріали за участю неповнолітніх (тобто зафіксовані будь-яким чином педофілія та сексуальне насильство над дітьми, оскільки діти не можуть дати згоди на секс через недосягнення віку сексуальної згоди). В законодавстві більшості країн міститься сувора заборона на створення і зберігання подібних матеріалів.

## Визначення
Додатковим протоколом до Конвенції про права дитини, що стосується торгівлі дітьми, дитячої проституції та дитячої порнографії, дитяча порнографія визначається як «будь-яке зображення якими б то не було засобами дитини, яка здійснює реальні або змодельовані відверто сексуальні дії, або будь-яке зображення статевих органів дитини головним чином у сексуальних цілях» (ст. 2c).

## Відмінності у національному законодавстві
У законодавствах різних країн використовуються різні визначення дитячої порнографії. Як правило, забороняється зображення сексуальних дій за участю реальних дітей та підлітків, чий вік нижче певно зазначеного. У деяких державах заборонено виготовлення будь-яких зображень дітей і підлітків в оголеному вигляді, незалежно від того, чи носять вони еротичний характер. Крім того, в деяких державах незаконною є також порнографічна продукція, що демонструє сексуальні стосунки неповнолітніх, створена без участі реальних дітей і підлітків (наприклад, малюнки, комп'ютерна графіка).

## Покарання за дитячу порнографію в Україні
У статті 301-1 Кримінального кодексу України передбачено покарання за дитячу порнографію:
1. Умисне одержання доступу до дитячої порнографії з використанням інформаційно-телекомунікаційних систем чи технологій або умисне її придбання, або умисне зберігання, ввезення в Україну, перевезення чи інше переміщення дитячої порнографії без мети збуту чи розповсюдження -

караються пробаційним наглядом на строк до п’яти років або обмеженням волі на той самий строк, або позбавленням волі на строк від двох до шести років, з позбавленням права обіймати певні посади чи займатися певною діяльністю на строк до трьох років.
2. Ввезення в Україну дитячої порнографії з метою збуту чи розповсюдження або її зберігання, перевезення чи інше переміщення з тією самою метою -
караються позбавленням волі на строк від семи до десяти років з позбавленням права обіймати певні посади чи займатися певною діяльністю на строк до трьох років.
3. Виготовлення, розповсюдження, збут дитячої порнографії або примушування неповнолітньої особи до участі у створенні дитячої порнографії -
караються позбавленням волі на строк від восьми до дванадцяти років з позбавленням права обіймати певні посади чи займатися певною діяльністю на строк до трьох років.
4. Дії, передбачені частинами другою або третьою цієї статті, вчинені повторно або за попередньою змовою групою осіб, або з отриманням доходу у великому розмірі, або примушування малолітньої особи до участі у створенні дитячої порнографії -
караються позбавленням волі на строк від дев’яти до п’ятнадцяти років з позбавленням права обіймати певні посади чи займатися певною діяльністю на строк до трьох років.
5. Не підлягає кримінальній відповідальності неповнолітня особа за виготовлення, зберігання, перевезення чи інше переміщення дитячої порнографії, якщо такі дії вчинені без мети збуту чи розповсюдження.
6. Не підлягає кримінальній відповідальності за діяння, передбачені частиною першою цієї статті, особа, яка вчинила їх з метою виконання покладених на неї повноважень на підставах і в порядку, передбачених законодавством.

Примітка. У цій статті одержання доступу до дитячої порнографії з використанням інформаційно-телекомунікаційних систем або технологій слід вважати умисним, якщо доведено, що особа усвідомлювала, що у такий спосіб вона отримає доступ до дитячої порнографії (наприклад, доведено, що особа отримала такий доступ повторно або шляхом внесення плати тощо).

## Зв'язок з насильством над дітьми
Дослідники та експерти висловлюють різні думки з приводу причинно-наслідкового зв'язку між переглядом дитячої порнографії та сексуальними домаганнями до дітей в реальному житті.
Згідно з дослідженнями, проведеними клінікою «Майо» (Рочестер, Міннесота, США), від 30 до 80% людей, які проглядали дитячу порнографію, і 76% тих, хто був заарештований за перегляд дитячої порнографії в Інтернеті, приставали до дитини. Водночас дослідники відзначають, що важко дізнатися, як багато людей перейшли від комп'ютерної дитячої порнографії до фізичного акту проти дитини, і як багато перейшли до такого акту без використання комп'ютера. Водночас американський огляд використання Інтернету для спокушання дітей від 2008 року підкреслює можливий зв'язок між розтлінням малолітніх та переглядом дитячої порнографії в Інтернеті.
З іншого боку, швейцарське дослідження говорить, що дитяча порнографія не є чинником ризику для тих, хто не здійснював сексуальні злочини (водночас говориться про необхідність провести дослідження для тих, хто здійснював подібні злочини).
В Японії після скасування в 1972 році заборони на всю порнографію (включаючи численні мальовані зображення сексуальних дій за участю неповнолітніх) відсоток дівчаток до 13 років серед жертв зґвалтування знизився до 1995 року приблизно удвічі (з 8,3% до 4%).

## Дитяча порнографія і сексуальні девіації
Серед сексопатологів і судових психіатрів немає єдиної думки про наявність взаємозв'язку між переглядом дитячої порнографії та парафілічними розладами.
У статті професора психіатрії Дакського університету Аллена Френціса і професора клінічної психіатрії Колумбійського університету Майкла Фьорста «Hebephilia Is Not a Mental Disorder in DSM -IV- TR and Should Not Become One in DSM — 5» наводяться дані досліджень, на основі фалометрії пеніса, реакції на дитячу порнографію серед 48 здорових гетеросексуальних чоловіків, які служать у збройних силах (Freund & Castell, 1971).
У результаті дослідження фізіологічна реакція на зображення оголених підлітків жіночої статі (12-16 років) і дорослих жінок (17-36 років) була в рівній мірі високою, на дівчаток дитячого віку (4-10 років) — середньо вираженою, а на дітей, підлітків і дорослих чоловічої статі — негативною.
Сама стаття присвячена гебофілії — так в американській сексопатології позначається потяг до статевозрілих ранньопубертатних підлітків, зазвичай до 14 років; у чинній американській діагностичній класифікації гебофілія поки не віднесена до сексуальних девіацій.
Проте, в інших американських дослідженнях доводиться ефективність використання фалометрії для діагностування педофілічних розладів у випробованого. У різних дослідженнях точність методу при виявленні педофілів оцінюється від 29 до 61%

.
Суди в США відхиляють докази винності в сексуальних злочинах, засновані на фалометрії пеніса. Верховний суд США визначає фалометрію статевого члена як ненадійний метод, посилаючись на дві причини: наукова література не описує цей метод, як надійний; більшість обвинувачених в інцесті, чия вина була доведена, не показують жодних відхилень при проходженні тесту. Велика частка хибно-негативних результатів робить метод ненадійним.
Також на підставі рішення дев'ятого американського окружного апеляційного суду, «ув'язнених не можна примушувати до сексуальної стимуляції з метою отримати уявлення про їх нинішні схильності».

## Пересилання підлітками своїх еротичних зображень
У деяких країнах, зокрема в США та Австралії, пересилання підлітками своїх еротичних зображень зі свого мобільного телефону на мобільні телефони інших підлітків (секстинг) розглядається як дитяча порнографія, причому винними вважаються обидва: як людина, яка відправила фотографії, так і та, що отримала їх — це класифікується як виробництво та зберігання дитячої порнографії відповідно. Пітер Каммінг, професор Університету Йорку в Торонто, критикує підведення подібних занять під кримінальну статтю про дитячу порнографію.